# Rośliny trujące

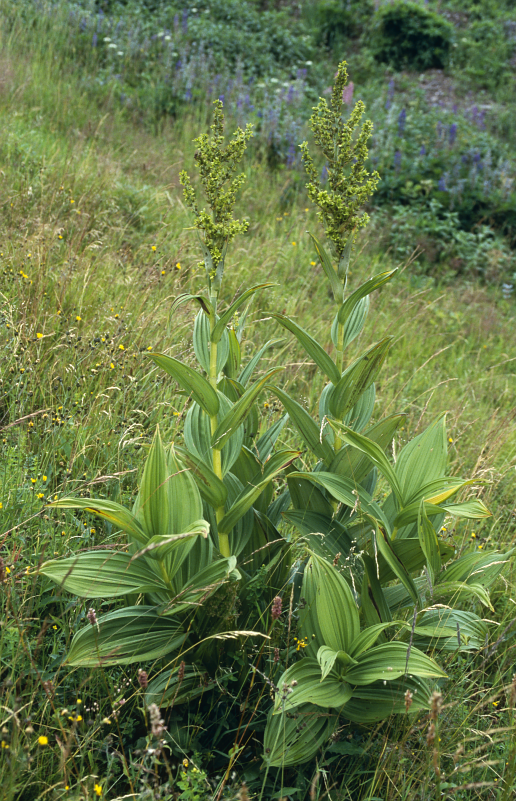
Ciemiężyca zielona, cała roślina jest trująca

Rośliny trujące – rośliny zawierające tylko w niektórych swoich częściach lub w całym organizmie roślinnym substancje trujące, toksyczne dla zwierząt (w tym człowieka), mogą to być takie substancje chemiczne jak np.: alkaloidy i glikozydy.
Liczne gatunki roślin w większym lub mniejszym stopniu zawierają substancje trujące dla człowieka, jak i zwierząt, zarówno domowych, jak i dzikich. Trucizny te chronią rośliny głównie przed zjadaniem przez zwierzęta roślinożerne, czasami przed niektórymi pasożytami i chorobami.
Rośliny trujące często można rozpoznać po nieprzyjemnym zapachu lub ostrym, piekącym smaku. Zwierzęta na ogół rozpoznają rośliny trujące i omijają je – jednak nie zawsze. Ludzie nauczyli się doświadczalnie rozpoznawać rośliny trujące, w większości zbadano chemiczny skład ich trucizn i oddziaływanie na ludzi i zwierzęta. Lista roślin trujących i zawartość w nich substancji trujących nie jest jednak jeszcze zamknięta.
Niektóre rośliny tracą swe własności trujące po wysuszeniu – siano nie ma już własności trujących, niektóre zachowują je po wysuszeniu i długotrwałym nawet przechowywaniu. Różny jest też rozkład trucizn w roślinie. U wielu gatunków występują one w różnym stopniu w całej roślinie, u niektórych gatunków trujące są tylko określone części rośliny, np. korzenie, nasiona, ziele. Ilość trującej substancji w roślinie zależy też od wielu czynników, m.in. od pory roku (np. zimowit jesienny najbardziej trujący jest na wiosnę), od nasłonecznienia, gleby, wilgotności itp.
Różna jest też wrażliwość zwierząt na te same trucizny, np. cis pospolity jest znacznie bardziej trujący dla koni, niż dla innych zwierząt roślinożernych. Przebieg zatrucia zależy od ilości spożytej rośliny i sposobu spożycia. Także rośliny słabo trujące mogą spowodować ciężkie zatrucie, a nawet śmierć, gdy zostały spożyte w większych ilościach.
Wiele roślin leczniczych jest równocześnie roślinami trującymi – wszystko zależy od dawki i od sposobu użycia. Nawet niektóre rośliny uprawne, uprawiane dla celów spożywczych są trujące (szczególnie rośliny przyprawowe), gdy zostaną wykorzystane w niewłaściwy sposób, lub w nadmiernych ilościach.
Zawartość trucizn w roślinach zmienia się też w czasie ich cyklu rozwojowego. U niektórych gatunków np. można spożywać młode pędy, podczas gdy dorosłe okazy są trujące (lub odwrotnie). Wiele jest też roślin trujących wśród roślin ozdobnych.

## Rośliny trujące w polskiej florze, dziko rosnące oraz uprawne
Lista wymienionych poniżej gatunków roślin z polskiej flory obejmuje wszystkie trujące, dziko rosnące gatunki roślin naczyniowych oraz większość roślin uprawnych. Z bardzo licznej i dynamicznie rozszerzającej się listy roślin ozdobnych obcego pochodzenia uwzględnione są tylko bardziej rozpowszechnione w uprawie gatunki. Wśród autorów opracowań, na podstawie których sporządzona została lista istnieją pewne rozbieżności, co do zaliczania niektórych gatunków do roślin trujących. Niektóre z wymienionych poniżej gatunków cytowane są tylko przez jednego, lub dwóch z autorów tekstów źródłowych.

## Indeks

### A
- arnika górska (Arnica montana)

### B
- bagno zwyczajne (Ledum palustre) – ziele, szczególnie młode liście
- bieluń dziędzierzawa (Datura stramonium) – liście, nasiona
- blekot pospolity (Aethusa cynapium) – cała roślina
- bluszcz pospolity (Hedera helix)
- bluszczyk kurdybanek (Glechoma hederacea) – ziele
- bodziszek czerwony (Geranium sanguineum) – cała roślina
- buk pospolity (Fagus sylvatica) – orzechy, liście
- bukszpan zwyczajny (Buxus sempervirens)
- bylica austriacka (Artemisia austriaca)
- bylica boże drzewko (Artemisia abrotanum)
- bylica piołun (Artemisia absinthium) – ziele, kwiaty
- bylica polna (Artemisia campestris)
- bylica pontyjska (Artemisia pontica)
- bylica pospolita (Artemisia vulgaris) – ziele, kwiaty

### C
- cebulica dwulistna (Scilla bifolia) – cała roślina
- cebulica syberyjska (Scilla cernua = S. sibirica)
- chamedafne północna (Chamaedaphne calyculata)
- chrzan pospolity (Armoracia rusticana) – liście trujące dla krów[2]
- cieciorka pstra (Coronilla varia) – ziele
- ciemiernik cuchnący (Helleborus foetidus) – cała roślina
- ciemiernik biały (Helleborus niger) – cała roślina
- ciemiernik czerwonawy (Helleborus purpurascens)
- ciemiernik gajowy (Helleborus dumetorum)
- ciemiernik zielony (Helleborus viridis) – cała roślina
- ciemiężyca biała (Veratrum album) – cała roślina
- ciemiężyca czarna (Veratrum nigrum) – cała roślina
- ciemiężyca zielona (Veratrum lobelianum) – cała roślina
- ciemiężyk białokwiatowy (Vincetoxinum hirundinaria) – cała roślina
- cis pospolity (Taxus baccata) – cała roślina z wyjątkiem osnówki nasion
- cyklamen purpurowy (Cyclamen purpurascens)
- czeremcha zwyczajna (Padum avium) – liście, kora, kwiaty, nasiona, owoce
- czermień błotna (Calla palustris) – cała roślina
- czerniec gronkowy (Actaea spicata) – korzenie, sok, owoce
- czworolist pospolity (Paris quadrifolia) – cała roślina
- czyściec leśny (Stachys sylvatica) – ziele
- czyściec prosty (Stachys recta) – ziele
- czyściec roczny (Stachys annua) – ziele

### D
- dyptam jesionolistny (Dictamnus albus) – korzeń
- dziurawiec czteroboczny (Hypericum maculatum) – ziele
- dziurawiec kosmaty (Hypericum hirsutum) – ziele
- dziurawiec rozesłany (Hypericum humifusum) – ziele
- dziurawiec skąpolistny (Hypericum montanum) – ziele
- dziurawiec zwyczajny (Hypericum perforatum) – ziele

### F
- farbownik lekarski (Anchusa officinalis) – ziele

### G
- glistnik jaskółcze ziele (Chelidonium majus) – cała roślina
- gnidosz błotny (Pedicularis palustris) – ziele, nasiona
- gnidosz rozesłany (Pedicularis sylvatica) – ziele, nasiona
- gorczyca biała (Brassica hirta, Sinapsis alba) – ziele, szczególnie nasiona
- gorczyca czarna (Brassica nigra) – ziele, szczególnie nasiona
- gorczyca polna (Brassica arvensis, Sinapsis arvensis) – ziele, szczególnie nasiona
- gorczyca sarepska (Brassica juncea) – ziele, szczególnie nasiona
- goryczka trojeściowa (Gentiana asclepiadea) – cała roślina
- goryczka wąskolistna (Gentiana pneumonanthe) – cała roślina
- grążel żółty (Nuphar lutea) – kłącze i kwiaty
- groszek żółty (Lathyrus pratensis) – cała roślina, głównie nasiona i kwiaty
- gryka tatarka (Fagopyrum tataricum) – cała roślina
- gryka zwyczajna (Fagopyrum sagitatum) – ziele
- grzybienie białe, lilia wodna (Nymphaea alba) – cała roślina
- grzybienie północne (Nymphaea candida) – cała roślina
- gwiazdnica pospolita (Stellaria media) – ziele
- gwiazdnica trawiasta (Stellaria graminea) – cała roślina

### I
- iwa rzepieniolistna (Iva xanthifolia)

### J
- jałowiec pospolity (Juniperus communis) – pędy, owoce, szpilki
- jałowiec sabiński (Juniperus sabina) – pędy, owoce, szpilki
- janowiec barwierski (Genista tinctoria) – ziele, nasiona
- janowiec ciernisty (Genista germanica) – ziele, nasiona
- jaskier Baudota (Ranunculus baudoti = R. peltatus)
- jaskier bluszczolistny (Ranunculus hederaceus = Batriachum hederaceus)
- jaskier bulwkowy (Ranunculus bulbosus) – cała roślina
- jaskier fałszywy (Ranunculus fallax)
- jaskier gajowy (Ranunculus nemorosus = R. serpens)
- jaskier iliryjski (Ranunculus illyricus) – cała roślina
- jaskier jadowity (Ranunculus sceleratus)
- jaskier kaszubski (Ranunculus cassubicus)
- jaskier kosmaty (Ranunculus lanuginosus)
- jaskier krążkolistny (Ranunculus circinatus)
- jaskier leżący (Ranunculus reptans)
- jaskier lodnikowy (Ranunculus glacialis)
- jaskier ostry (Ranumculus acris) – cała roślina
- jaskier platanolistny (Ranunculus platanifolius)
- jaskier płomiennik (Ranunculus flammula) – cała roślina
- jaskier polny (Ranunculus arvensis) – cała roślina
- jaskier rozłogowy (Ranunculus repens) – cała roślina
- jaskier różnolistny (Ranunculus auricomus) – cała roślina
- jaskier rzeczny (Ranunculus fluitans)
- jaskier sardyński (Ranunculus sardosus)
- jaskier skalny (Ranunculus oreophilus)
- jaskier skąpopręcikowy (Ranunculus trichophyllus)
- jaskier Stevena (Ranunculus strigulosus)
- jaskier tarczowaty (Ranunculus peltatus)
- jaskier wielki (Ranunculus lingua) – cała roślina
- jaskier wielkokwiatowy (Ranunculus polyanthemos) – cała roślina
- jaskier wodny (Ranunculus aquaticus)
- jasnota różowa (Lamium amplexicaule) – ziele
- jastrzębiec kosmaczek (Hieracium pilosella) – ziele
- jemioła jodłowa (Viscum abietes) – cała roślina
- jemioła pospolita (Viscum album) – cała roślina
- jemioła rozpierzchła (Viscum laxum) – cała roślina
- jodła pospolita (Abies alba) – igły, gałązki, żywica

### K
- kalina hordowina (Viburnum lantana) – kora, liście, owoce
- kalina koralowa (Viburnum opulus) – kora, liście, owoce
- kanianka koniczynowa (Cuscuta trifolii = C. epithymum ssp. trifolii)
- kanianka lnowa (Cuscuta epilinum) – cała roślina
- kanianka macierzankowa (Cuscuta epithymum) – cała roślina
- kanianka pospolita (Cuscuta europaea) – cała roślina
- kąkol polny (Agrostema githago) – głównie nasiona i korzenie
- kielisznik zaroślowy (Calystegia sepium) – cała roślina
- kłosówka wełnista (Holcus lanatus) – cała roślina
- knieć błotna (Caltha palustris) – ziele
- kokornak powojnikowy (Aristolochia climatis) – cała roślina
- kokorycz pełna (Corydalis solida) – cała roślina
- kokorycz pusta (Corydalis cava) – cała roślina
- kokorycz wątła (Corydalis intermedia) – cała roślina
- kokoryczka okółkowa (Polygonatum verticillatum) – ziele
- kokoryczka wielokwiatowa (Polygonatum multiflorum) – cała roślina
- kokoryczka wonna (Polygonatum odoratum) – cała roślina
- kolcowój szkarłatny (Lycium barbarum) – cała roślina
- komosa biała (Chenopodium album) – ziele
- komosa mierzliwa (Chenopodium vulvaria)
- komosa murowa (Chenopodium murale)
- komosa piżmowa (Chenopodium ambrosioides) – ziele
- komosa wielkolistna (Chenopodium hybridum) – ziele
- komosa wonna (Chenopodium botrys) – ziele
- konitrut błotny (Gratiola officinalis) – cała roślina
- konopie siewne (Cannabis sativa) – ziele, szczególnie niedojrzałe nasiona
- konwalia majowa (Convallaria majalis) – ziele, kwiaty
- konwalijka dwulistna (Maianthemum bifolium) – ziele
- kopytnik pospolity (Asarum europaeum) – kłącze i liście
- kosaciec żółty (Iris pseudoacorus) – kłącze, liście, łodyga
- kosatka kielichowa (Tofieldia calyculata)
- kozibród łąkowy (Tragopogon pratensis)
- kropidło piszczałkowate (Oenanthe fistulosa) – cała roślina
- kropidło wodne (Oenanthe aquatica) – cała roślina
- kruszyna pospolita (Frangula alnus) – kora
- krwawnik pospolity (Achillea millefolium) – ziele
- kurzyślad polny (Anagallis arvensis) – ziele

### L
- len przeczyszczający (Linum catharcticum) – ziele, nasiona
- ligustr pospolity (Ligustrum vulgare) – liście, owoce
- lilia biała (Lillium candidum)
- lilia bulwkowata (Lilium bulbiferum) – cała roślina
- lilia złotogłów (Lilium martagon) – cała roślina
- lnica bluszczykowata (Linaria cymbalaria)
- lnica oszczepowata (Linaria elatine)
- lnica pospolita (Linaria vulgaris) – ziele
- lniczka mała (Linaria minor) – ziele
- lobelia jeziorna (Lobelia dortmanna) – ziele
- lobelia przylądkowa, stroiczka przylądkowa (Lobelia erinus)
- lulecznica kraińska (Scopolia carniolica) – kłącze, liście
- lulek czarny (Hyoscyamus niger) – cała roślina

### Ł
- łoboda ogrodowa (Atriplex hortensis) – ziele, nasiona
- łubin trwały (Lupinus polyphyllus)
- łubin żółty (Lupinus luteus)
- łyszczec baldachogronowy (Gypsophila fastigiata) – cała roślina
- łyszczec wiechowaty (Gypsophila paniculata) – cała roślina

### M
- mak lekarski (Papaver somniferum) – cały pęd nadziemny z wyjątkiem dojrzałych nasion, szczególnie sok mleczny z niedojrzałych makówek
- mak piaskowy (Papaver argemone) – cała roślina
- mak polny (Papaver rhoeas) – ziele, nasiona
- mak wątpliwy (Papaver dubium) – ziele, nasiona
- manna mielec (Glyceria maxima, Glyceria aquatica) – cała roślina
- marek szerokolistny (Sium latifolium) – cała roślina
- mięta długolistna (Mentha longifolia) – ziele
- mięta polej (Mentha pulegium) –ziele
- miłek jesienny (Adonis autumnalis) – cała roślina
- miłek letni (Adonis aestivalis) – cała roślina
- miłek szkarłatny (Adonis flammea) – cała roślina
- miłek wiosenny (Adonis vernalis) – cała roślina
- mlecz polny (Sonchus arvensis) – cała roślina
- mlecz zwyczajny (Sonchus oleraceus) – cała roślina
- modrzewnica zwyczajna (Andromeda polifolia) – liście i młode gałązki
- mydlnica lekarska (Saponaria officinalis) – cała roślina

### N
- naparstnica purpurowa (Digitalis purpurea) – liście
- naparstnica wełnista (Digitalis lanata)
- naparstnica zwyczajna (Digitalia grandiflora) – liście
- naparstnica żółta (Digitalis lutea) – ziele
- nawłoć kanadyjska (Solidago canadensis) – ziele
- nawłoć pospolita (Solidago virgaurea) – ziele
- nerecznica krótkoostna (Dryopteris carthusiana = D. spinulosa)
- nerecznica samcza (Dryopteis filix-mas) – kłącze
- niecierpek pospolity (Impatiens noli) – ziele, nasiona
- nostrzyk biały (Melilotus alba) – nasiona, strąki
- nostrzyk żółty (Melilotus officinalis) – cała roślina

### O
- obrazki plamiste (Arum maculatum) – cała roślina
- obrazki wschodnie (Arum orientale = A. alpinum)
- oman szlachtawa (Inula conyza) – cała roślina
- orlica pospolita (Pteridium aquilinum) – cała roślina
- orlik pospolity (Aquilegia vulgaris) – całe ziele, najbardziej nasiona
- ostróżeczka ogrodowa (Consolida ajacis)
- ostróżeczka polna (Consolida regalis)
- ostróżka ogrodowa (Delphinium ajacis) – ziele
- ostróżka polna (Delphinium consolida) – ziele
- ostróżka tatrzańska (Delphinium oxysepalum)
- ostróżka wielkokwiatowa (Delphinium grandiflorum) – ziele
- ostróżka wyniosła (Delphinium elatum)
- ostróżka wyniosła (Delphinium elatum) – ziele
- ostrzeń górski (Cynoglossum germanicum)
- ostrzeń pospolity (Cynoglossum officinale) – korzeń, ziele

### P
- parzydło leśne (Aruncus dioicus)
- pełnik europejski (Trollius europaeus) – ziele
- perłówka zwisła (Melica nutans) – cała roślina
- piwonia lekarska (Paeonia officinalis)
- pluskwica europejska (Cimicifuga europaea) – cała roślina
- pokrzyk wilcza jagoda (Atropa bella-donna)
- popłoch pospolity (Onopordum acanthium)
- potocznik wąskolistny (Berula erecta)
- powojnik pnący (Clematis vitalba) – młode pędy i liście
- powojnik prosty (Clematis recta) – młode pędy i liście
- powój polny (Convolvulus arvensis) – cała roślina
- poziewnik dwudzielny (Galeopsis bifida) – ziele, nasiona
- poziewnik polny (Galeopsis ladanum) – ziele, nasiona
- poziewnik pstry (Galeopsis speciosa) – ziele, nasiona
- poziewnik szorstki (Galeopsis tetrachit) – ziele, nasiona
- przegorzan kulisty (Echinops sphaerocephalus)
- przelot alpejski (Anthyllis alpetris)
- przestęp biały (Bryonia alba) – korzeń, nasiona
- przestęp dwupienny (Bryonia dioica) – korzeń, nasiona
- przylaszczka pospolita (Hepatica nobiles) – ziele
- psianka czarna (Solanum nirum)
- psianka kosmata (Solanum luteum)
- psianka skrzydlata (Solanum alatum)
- psianka słodkogórz (Solanum dulcamara) – zielone części rośliny
- pszeniec gajowy (Melampyrum nemorosum) – ziele, nasiona
- pszeniec grzebieniasty (Melampyrum cristatum) – ziele, nasiona
- pszeniec leśny (Melampyrum sylvaticum)
- pszeniec polski (Melampyrum polonicum)
- pszeniec różowy (Melampyrum arvense) – ziele, nasiona
- pszeniec zwyczajny (Melampyrum pratense) – ziele, nasiona
- pszonak drobnokwiatowy (Erysimum cheiranthoides) – ziele
- pszonak obłączasty (Erysimum repandum)

### R
- rannik zimowy (Eranthis hyemalis) – cała roślina
- rącznik pospolity (Ricinus communis) – cała roślina
- rdest ostrogorzki (Polygonum hydropiper) – cała roślina
- rdest plamisty (Polygonum persicaria) – ziele
- rdestówka powojowata (Fallopia convolvulus) – cała roślina
- robinia akacjowa (Robinia pseudoacacia) – kwiaty, liście, kora, nasiona
- rojnik murowy (Sempervivum tectorum)
- rozchodnik ostry (Sedum acre) – ziele
- różanecznik alpejski (Rhododendron ferrugineum) – liście i młode gałązki
- różanecznik katawbijski (Rhododendron catawbiense) – liście i młode gałązki
- różanecznik żółty (Rhododendron luteum = Azalia pontica) – liście i młode gałązki
- rudbekia owłosiona (Rudbeckia hirta)
- rukiew wodna (Nasturtium officinale) – ziele
- rumian psi (Anthemis cotula)
- ruta zwyczajna (Ruta graveolens)
- rutewka mniejsza (Thalictrum minus) – cała roślina
- rutewka orlikolistna (Thalictrum aquilegifolium) – cała roślina
- rutewka pojedyncza (Thalictrum simplex) – cała roślina
- rutewka wąskolistna (Thalictrum lucidum) – cała roślina
- rutewka żółta (Thalictrum flavum) – cała roślina
- rutwica lekarska (Galega officinalis) – ziele, nasiona
- rzepicha leśna (Rorippa sylvestris) – cała roślina
- rzepień kolczasty (Xanthium spinosum) – ziele, nasiona
- rzepień pospolity (Xanthium strumarium) – ziele, nasiona
- rzepień włoski, rzepień brzegowy (Xanthium riparium) – ziele, nasiona
- rzeżucha gorzka (Cardamine amara) – ziele
- rzeżucha łąkowa (Cardamine pratensis) – ziele
- rzodkiew świrzepa (Raphanus raphanistrum) – ziele, szczególnie nasiona
- rzodkiew zwyczajna (Raphanus sativus) – ziele, szczególnie nasiona

### S
- sadziec konopiasty (Eupatorium cannabinum) – cała roślina
- sałata jadowita (Lactuca virosa = L. agrestis) – ziele
- sałata kompasowa (Lactuca serriola = L. scariola) – ziele
- sałata siewna (Lactuca sativa)
- sałatnik leśny (Mycelis muralis) – cała roślina
- sasanka dzwonkowata (Pulsatilla patens) – cała roślina
- sasanka łąkowa (Pulsatilla pratensis) – cała roślina
- sasanka otwarta (Pulsatilla patens)
- sasanka wiosenna (Pulsatilla vernalis) – cała roślina
- sasanka zwyczajna (Pulsatilla vulgaris = Anemone pulsatilla) – cała roślina
- sit siny (Juncus inflexus) – cała roślina
- siwiec pomarańczowy (Glaucum corniculatum) – cała roślina
- siwiec żółty (Glaucium flavum) – cała roślina
- skrzyp bagienny (Equisetum fluviatile) – ziele
- skrzyp błotny (Equisetum palustre) – ziele
- skrzyp łąkowy (Equisetum pratense) – ziele
- skrzyp polny (Equisetum arvense) – ziele
- solanka kolczysta (Salsola kali) – ziele
- starzec bagienny (Senecio paludosus) – cała roślina
- starzec błotny (Senecio congestus) – cała roślina
- starzec Jakubek (Senecio jacobea) – cała roślina
- starzec leśny (Senecio sylvaticus) – cała roślina
- starzec wiosenny (Senecio vernalis) – cała roślina
- starzec zwyczajny (Senecio vulgaris) – cała roślina
- stulicha psia (Descurainia sophia) – ziele, szczególnie nasiona
- stulisz lekarski (Sisymbrium officinale) – ziele
- stulisz pannoński, stulisz szczotkowaty (Sisymbrium altissimum) – ziele
- sumak odurzający (Rhus typhina)
- szachownica cesarska (Fritillaria imperialis)
- szachownica kostkowata (Fritillaria meleagris) – cała roślina
- szakłak pospolity (Rhamnus cathartica) – owoce, kora
- szalej jadowity (Cicuta virosa) – cała roślina
- szczaw polny (Rumex acetosella) – ziele, szczególnie liście
- szczodrzeniec czerniejący (Cytisus nigricans) – cała roślina
- szczodrzeniec rozesłany (Cytisus ratisbonensis) – ziele
- szczodrzeniec ruski (Cytisus ruthenicus) – ziele
- szczwół plamisty (Conium maculatum) – cała roślina
- szczyr roczny (Mercurialis annua) – cała roślina
- szczyr trwały (Mercurialis perennis) – cała roślina
- szelężnik mniejszy (Alectorolophus minor = Rhinanthus minor) – cała roślina
- szelężnik większy (Alectorolophus glaber = Rhinanthus maior) – ziele, nasiona
- szelężnik włochaty (Rhinanthus alectorolophus = Alectorolophus hirsutus)

### Ś
- śniedek baldaszkowy (Ornithogalum umbellatum) – cała roślina
- śnieżyca wiosenna (Leucojum vernum) – cała roślina
- śnieżyczka przebiśnieg (Galanthus nivalis) – cała roślina
- świbka błotna (Triglochin palustre) – ziele
- świbka morska (Triglochin maritimum) – ziele
- świerząbek bulwiasty (Chaerophyllum bulbosum) – ziele
- świerząbek gajowy (Chaeropyllum temulum = Ch. temulum) – ziele
- świerząbek korzenny (Chaerophyllum aromaticum) – korzeń
- świerząbek orzęsiony (Chaerophyllum hirsutum) – ziele
- świetlik Kernera (Euphrasia picta)
- świetlik łąkowy (Euphrasia rostkoviana) – ziele
- świetlik wyprężony (Euphrasia stricta) – ziele

### T
- tłustosz pospolity (Pinguicula vulgaris) – ziele
- tobołki polne (Thlaspi arvense) – ziele, nasiona
- tojad dzióbaty (Aconitum variegatum)
- tojad mocny Aconitum napellus = A. firmum) – cała roślina
- tojad mołdawski (Aconitum moldawicum = A. lycoctomum)
- tojad pstry (Aconitum variegatum = A. gracile)
- tojad tęgi (Aconitum firmum) – cała roślina
- tojad wiechowaty (Aconitum paniculatum)
- tomka wonna (Anthoxanthum odoratum) – ziele
- trędownik bulwiasty (Scrophularia nodosa) – cała roślina
- trędownik omszony (Scrophularia scopoli)
- trędownik oskrzydlony (Scrophularia umbrosa = S. alata) – ziele
- trędownik wiosenny (Scrophularia vernalis)
- trojeść amerykańska (Asclepias syriaca)
- trybula leśna (Anthriscus sylvestris) – ziele
- trybula pospolita (Anthriscus caucalis) – ziele
- trzęślica modra (Molinia caerulea) – cała roślina, zwłaszcza kłoski kwiatowe
- trzmielina brodawkowata (Euonymus verrucosa) – pędy nadziemne, nasiona
- trzmielina pospolita (Euonymus europaea) – pędy nadziemne, nasiona
- turzyca brzegowa (Carex riparia) – cała roślina
- turzyca owłosiona (Carex hirta) – cała roślina
- tytoń bakun (Nicotiana rustica)
- tytoń szlachetny (Nicotiana tabacum)

### W
- wawrzynek główkowy (Daphne cneorum) – liście, kora, kwiaty, owoce
- wawrzynek wilczełyko (Daphne mezereum) – liście, kora, kwiaty, owoce
- wąkrota zwyczajna (Hydrocotyle vulgaris) – ziele
- wężymord niski (Scorzonera humilis) – cała roślina
- wiciokrzew czarny (Lonicera nigra)
- wiciokrzew pomorski (Lonicera periclymenum)
- wiciokrzew przewiercień (Lonicera caprifolium)
- wiciokrzew pospolity (Lonicera xylosteum)
- widlicz cyprysowy (Diphasiastrum tristachyum = Lycopodium tristachyum = Distachium tristachyum)
- widlicz spłaszczony (Diphasiastrum complanatum = Lycopodium complanatum = Diphasium complanatum)
- widłak alpejski (Lycopodium alpinum) – ziele
- widłak goździsty (Lycopodium clavatum) – ziele
- widłak jałowcowaty (Lycopodium annotinum) – ziele
- wilczomlecz błotny (Euphorbia palustris) – ziele, szczególnie sok mleczny
- wilczomlecz błyszczący (Euphorbia lucida)
- wilczomlecz kątowaty (Euphorbia angulata)
- wilczomlecz lancetowaty (Euphorbia esula) – ziele, szczególnie sok mleczny
- wilczomlecz migdałolistny (Euphorbia amygdaloides)
- wilczomlecz obrotny (Euphorbia helioscopia) – ziele, szczególnie sok mleczny
- wilczomlecz obrzeżony (Euphorbia marginata)
- wilczomlecz ogrodowy (Euphorbia peplus) – ziele, szczególnie sok mleczny
- wilczomlecz plamisty (Euphorbia maculata)
- wilczomlecz rozesłany (Euphorbia humifusa)
- wilczomlecz sierpowaty (Euphorbia falcata)
- wilczomlecz sosnka (Euphorbia cyparissias) – ziele, szczególnie sok mleczny
- wilczomlecz sztywny (Euphorbia stricta)
- wilczomlecz włosisty (Euphorbia villosa)
- wilczypieprz roczny (Thymelaea passerina)
- wroniec widlasty (Huperzia selago)
- wrotycz pospolity (Tanacetum vulgare) – ziele, kwiaty
- wyka drobnokwiatowa (Vicia hirsuta) – ziele, nasiona
- wyka ptasia (Vicia cracca) – ziele, nasiona
- wyka wąskolistna (Vicia angustifolia) – ziele, nasiona
- wyżlin polny (Antirrhinum orontium) – ziele

### Z
- zawilec gajowy (Anemone nemorosa) – cała roślina
- zawilec narcyzowaty (Anemone narsissiflora) – cała roślina
- zawilec wielkokwiatowy (Anemone sylvestris) – cała roślina
- zawilec żółty (Anemone ranunculoides) – cała roślina
- zdrojówka rutewkowata (Isopyrum thalictroides) – cała roślina
- ziarnopłon wiosenny (Ficaria verna) – cała roślina
- ziemniak (Solanum tuberosum) – cały pęd oraz zielone bulwy
- zimowit jesienny (Colchicum autumnale) – cała roślina
- złotokap zwyczajny (Laburnum anagyroides)

### Ż
- żabieniec babka wodna (Alisma plantago-aquatica) – cała roślina
- żarnowiec miotlasty (Cytisus scoparius = Sarothamnus scoparius) – ziele, nasiona
- żmijowiec zwyczajny (Echium vulgare) – cała roślina
- życica roczna (Lolium temulentum)
- żywotnik zachodni (Thuja occidentalis)